# Panchlora itabirae
Panchlora itabirae es una especie de cucaracha del género Panchlora, familia Blaberidae. Fue descrita científicamente por Princis en 1951.

## Distribución
Habita en Brasil.